# 업업걸즈 (프로레스)
업업걸즈 (프로레스)(アップアップガールズ（プロレス）)는 YU-M 엔터테인먼트에 소속된 4인조 여성 아이돌 겸 프로레스 그룹이다. 업업걸즈 (갓코카리)의 여동생 그룹로서, 2017년에 결성.

## 멤버
- 라쿠 (らく, 1997년 12월 5일 - ) - 최연장자, 리더
- 스즈키 시노 (鈴木志乃, 1998년 7월 15일 - ) - 2대 서브리더
- 와타나 미우 (渡辺未詩, 1999년 10월 19일 - )
- 타카미 우타 (高見汐珠, 2007년 3월 29일 - ) - 최연소

### 전 멤버
- 피피피피 피나노 (ぴぴぴぴぴなの, 1998년 2월 21일 - )
- 노아 히카리 (乃蒼ヒカリ, 1998년 2월 18일 - ) - 초대 서브리더

## 활동
2017년
- 5월 29일, DDT 프로 레슬링와의 협업에 의한 신 프로젝트, 업업걸즈(프로레스) 오디션 개최를 발표[1].
- 8월 12일, 오디션 합격자는 미우, 라쿠, 히나노, 히카리의 4명을 발표했다[2]. 8월 27일, @JAM EXPO 2017에서 업업걸즈(프로레스)가 라이브 무대 데뷔, 데뷔 곡「アッパーキック!」를 첫 피로했다[3].

2022년
- 3월, 신멤버 오디션의 개최가 발표되어, 동년 8월 14일의 코라쿠엔 홀 대회에서 시노의 가입이 발표되었다[4].

2024년
- 11월 18일, 업업걸즈 신그룹 오디션을 개최하는 것을 발표[5].

## 음악

### 오리지널 악곡
- アッパーチョップ!
- アッパーキック!
- リングの上にも三年 ～All Along The Way～
- 負けたくない!
- ROCK BOTTOM (feat. 乃蒼ヒカリ)
- マシュマロカカオステーション (feat. らく)
- チョコっとラブ ME ドゥー (feat. 渡辺未詩)
- SHINING MARK
- マジマッスル (feat. 渡辺未詩)
- ワタシノセオリー (feat. 鈴木志乃)
- Rxck it Nxw!
- ベイビーフェイス
- Road to the ネクステージ!
- SEED
- アッパーキック! (2025 Ver.)
- Stand up! 恋の証明

노아 히카리 솔로
- I’m Alive

타카미 우타 솔로
- 青春チューリップ

## 같이 보기
- 업업걸즈 (갓코카리)
- 업업걸즈 (2)